# Inuyasha: Secret of the Divine Jewel
Inuyasha: Secret of the Divine Jewel es un videojuego de rol para la Nintendo DS. Se basa en la serie de anime Inuyasha y dará paso a Inuyasha: The Final Act. Fue desarrollado por Art Co., Ltd y Frontier Groove, Inc y publicado por Bandai Namco Games. Fue lanzado en Norteamérica el 23 de enero de 2007.

## Historia
Janis es una estudiante que se ha transferido de los Estados Unidos y vive en Japón por segunda vez (lo que explica por qué puede hablar japonés de inmediato). Primero, tiene un sueño extraño que surge de los recuerdos del pasado en el Período Heian. Se vio obligada a regresar después de que su padre tuviera otro traslado de trabajo. Es en el Japón actual donde conoce a Kagome Higurashi. Las dos se hacen amigas rápidamente. Un día, Kagome no va a la escuela y Janis va a ver cómo está. Poco después de llegar al Santuario Higurashi, es atacada por un demonio y casi muere. Sin embargo, Janis es rescatada por un sacerdote con máscara mágica oscura llamado Sen (o Monje Sen). Él le dice que su destino está al otro lado del Pozo del Devorador de Huesos. En el Período Sengoku, se reencuentra con Kagome y los demás.
Sin embargo, algo extraño sucede. Toca un fragmento de la Joya Shikon y este se funde en su cuerpo. Según el Monje Sen, Janis posee un poder espiritual divino llamado "Kamuitama", y dice que es la hija de Kamui. El fragmento dentro de Janis es indetectable incluso para Kagome. Janis se une a los demás en una misión para devolver "el Kamuitama" a quien lo poseía anteriormente, un dios Kami conocido como Datara. Solo entonces podrá quitar el fragmento y librarse del gran poder que la convierte en un objetivo para los demonios.

## Personajes
- Janis: Una chica humana de la era moderna que se hace amiga de Kagome en el juego. Janis es una estadounidense y tal vez la reencarnación de la esposa del dios Datara, más tarde la reencarnación de Tsugumi y la hija semidios de Datara en el período Heian. Cuando Kagome se ausenta de la escuela, Janis va al santuario de Higurashi para visitar a Kagome, donde es atacada por un demonio que emerge del Pozo del Devorador de Huesos. Rescatada por el misterioso Monje Sen, Janis sigue su consejo de ir a la era feudal a través del pozo y buscar a Kagome. Después de pasar, se encuentra con Kagome y sus amigos. Una vez que toca un fragmento de la sagrada Joya de las Cuatro Almas, se mezcla con su cuerpo y despierta sus poderes inherentes de Kamui. Ella acepta acompañarlos en su viaje hasta que pueda quitarse el fragmento de la Joya de su cuerpo.
- Lord Gorai: El infame Señor de las Tierras del Norte. Es un poderoso demonio mitad gato que buscó la Máscara del Demonio 500 años antes de la historia principal y usó la máscara para controlar al dios Datara. Después de un encuentro con el grupo de InuYasha, Gorai les otorga un paso seguro a través de las montañas.
- Kagome Higurashi: Kagome Higurashi es una humana que se convierte en amiga de Janis. Había vivido en el Santuario Higurashi hasta que Janis, Inuyasha, Miroku, Sango y Shippō emprendieron el viaje para extraer el Fragmento de la Joya Shikon del cuerpo de Janis. Al ser la reencarnación de la sacerdotisa del período Sengoku Kikyō, es una arquera experta y alberga sentimientos románticos por Inuyasha.
- Inuyasha: Inuyasha es un mitad demonio nacido de una madre humana y un padre perro-demonio. Es irascible y siempre está listo para pelear. Debido a la impaciencia y el mal carácter de Inuyasha, le colocaron las Perlas de Subyugación, lo que le permitió a Kagome hacerlo caer de bruces al pronunciar "siéntate". Lleva la espada mortal Tetsusagia. Tiene sentimientos tanto por Kagome como por su antiguo amor, Kikyō.
- Shippō: Huérfano debido a los demonios que buscaban fragmentos de la Joya Shikon, el joven demonio zorro Shippō ha comenzado a vivir con el grupo de Inuyasha, viéndolos como una familia sustituta. Cuando se trata de combate, Shippō carece de técnicas realmente efectivas para herir a otros, principalmente debido a su edad y a que su especie es mayormente hábil en el engaño para evadir y confundir a los enemigos.
- Miroku: Miroku es un monje Bhikkhu cuyo linaje familiar fue maldecido por Naraku para que soportara el Túnel del Viento hasta que no quedara nadie; todos los que posean el Túnel del Viento eventualmente serán absorbidos por él. Miroku, algo impropio de un monje, es un estafador y, en su mayor parte, un mujeriego sin igual; sin embargo, posee grandes poderes espirituales y es bastante inteligente. Miroku está enamorado de Sango.
- Sango: Sango es una de las sobrevivientes de la Aldea de los Cazadores de Demonios. Ella emplea un bumerán gigante hecho de huesos de demonio purificados, conocido como Hiraikotsu, como su arma principal. Sango es bastante conocedora de los demonios, conoce una variedad de venenos y técnicas que son efectivas contra ellos. Ella tiene sentimientos por Miroku, pero a menudo lo abofetea por sus acciones lascivas.
- Naraku: El cerebro demoníaco detrás de las tragedias, cuyos recuerdos atormentan a Inuyasha, Miroku y Sango. No dispuesto a arriesgar su propia vida, Naraku rara vez se presenta ante sus enemigos en persona; a menudo usa una marioneta demoníaca en su lugar para comunicarse con sus enemigos. Naraku parece interesado en el poder Kamui que posee Janis.

## Jugabilidad
Secret of the Divine Jewel tiene un sistema de batalla por turnos, donde cada personaje del grupo del jugador toma turnos para atacar, proteger, usar objetos o escapar. También tiene un sistema de desarrollo de personajes, donde los personajes ganan experiencia para subir de nivel y volverse más poderosos. Cuando no está luchando, el jugador es libre de recorrer el mapa o continuar con la historia y avanzar hacia su próximo objetivo.

## Recepción
El juego recibió "críticas generalmente desfavorables" según el agregador de reseñas de videojuegos Metacritic. IGN le dio al juego una puntuación de 4/10. Criticaron el juego por ser un insulto descarado a los fanáticos de el programa original, así como por centrarse en el personaje original Janis, aunque elogiaron los gráficos y la historia.